# Bathyphantes chico
Bathyphantes chico là một loài nhện trong họ Linyphiidae.
Loài này thuộc chi Bathyphantes. Bathyphantes chico được Wilton Ivie miêu tả năm 1969.